# أبيجيل (فلم 2024)
أبيجيل (الإنجليزية: Abigail) هو فيلم رعب، وفيلم خيال تأملي ‏، وفيلم مصاصي دماء ‏ صَدَرَ في 19 أبريل 2024، في الولايات المتحدة، وكندا، والمملكة المتحدة، وجمهورية أيرلندا. الفيلم تولّت يونيفرسال بيكشرز، ويو آي بي دونا ‏ توزيعه، وهو من إخراج مات بيتينيلي أولبين، وتايلر غيليت، أما السيناريو فكان من كتابة غاي بوسيك ‏، و.

## طاقم التمثيل
- ميليسا باريرا
- كاثرين نيوتن
- أنجوس كلاود
- كيفن دوراند
- أليشا وير  [لغات أخرى]‏
- دان ستيفنز
- جيانكارلو اسبوزيتو

## الاستقبال

### الميزانية والإيرادات
بلغت ميزانيّة الفيلم 28,000,000 دولار أمريكي.

## وصلات خارجية
- مقالات تستعمل روابط فنية بلا صلة مع ويكي بيانات